# Corinto
Corinto – miasto w północno-zachodniej Nikaragui, w departamencie Chinandega zamieszkany przez 22 tys. mieszkańców (2005). Położone nad Oceanem Spokojnym, kilkanaście kilometrów na południe od miasta Chinandega, stanowi główny port morski kraju.
Miasto zostało założone w 1863 roku.
Corinto posiada bezpośrednie połączenie kolejowe z gospodarczym i politycznym centrum kraju. Linia kolejowa o długości 348 km bierze swój początek na wybrzeżu pacyficznym i łączy Corinto z głównym ośrodkami miejskimi kraju: Chinandega, León, Managua, Masaya i Granada. Port morski w Corinto może obsługiwać różnorodne towary, posiada m.in. terminal kontenerowy. Jest on największym środkowoamerykańskim portem na wybrzeżu pacyficznym.

## Miasta partnerskie
- Kolonia, Niemcy
- Brema, Niemcy
- Liverpool, Wielka Brytania
- Portland, USA